# Marinos Korgialenios

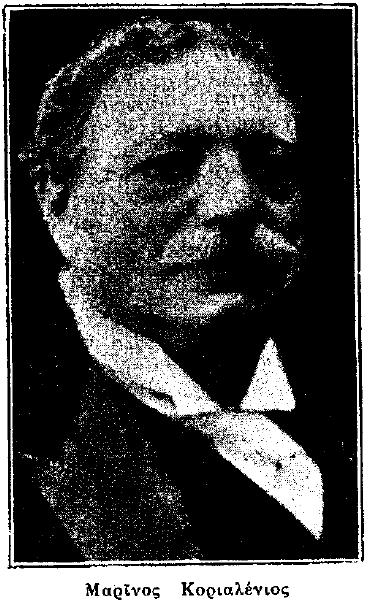
Marinos Korgialenios (1912)

Marinos Korgialenios (andere Schreibweise: Corgialegno, griechisch Μαρίνος Κοργιαλένειος; * 1830 in Argostoli; † 1910 in London) war ein griechischer Unternehmer und Mäzen.

## Biografie
Der frühe Tod des Vaters, als Marinos 11 Jahre alt war, und die folgende Verarmung der Familie zwang ihn mit 17 Jahren den Schulbesuch abzubrechen und zu arbeiten, von 1846 bis 1849 für englische Handelshäuser in Smyrna und anschließend in Odessa. Später lernte er die Tochter eines reichen griechischen Kaufmanns in London kennen und ließ sich ab 1872 dort nieder. Er nahm den Posten des Vizedirektors einer Bank an, um das britische Finanzsystem zu studieren und eröffnete dann das Börsenmaklerbüro M. Corgialegnos & Co. Als die Finanzkrise von 1868 ausbrach, hatte Korgialenios bereits sein ganzes Vermögen in Kunstwerken und Schmuck angelegt und konnte so die Krise unbeschadet überstehen.
Bekanntheit erlangte er durch die Stiftung zahlreicher öffentlicher Einrichtungen wie Schulen, Sportanlagen und Bibliotheken und das Spenden seines gesamten restlichen Vermögens an den griechischen Staat. Bis heute tragen viele Institutionen in Griechenland seinen Namen, darunter die Korgialenios-Bibliothek in Argostoli.

## Quelle
- Biografie auf der Website der Korgialenios-Bibliothek Argostoli (griechisch)

| Personendaten    | Personendaten                                |
| ---------------- | -------------------------------------------- |
| NAME             | Korgialenios, Marinos                        |
| ALTERNATIVNAMEN  | Corgialegno, Marinos; Κοργιαλένειος, Μαρίνος |
| KURZBESCHREIBUNG | griechischer Unternehmer und Mäzen           |
| GEBURTSDATUM     | 1830                                         |
| GEBURTSORT       | Argostoli                                    |
| STERBEDATUM      | 1910                                         |
| STERBEORT        | London                                       |